# Gruszków Wierch
Der Gruszków Wierch ist ein Berg in den polnischen Pogórze Gubałowskie, einem Gebirgszug der Pogórze Spisko-Gubałowskie, mit 1030 Metern Höhe über Normalnull.

## Lage und Umgebung
Der Gruszków Wierch liegt im Hauptkamm der Gubałówka.

## Tourismus
Der Gipfel ist von allen umliegenden Ortschaften leicht erreichbar. Er liegt außerhalb des Tatra-Nationalparks. Eine Gedenktafel auf dem Gipfel erinnert an die am 23. Oktober 1943 hier ermordeten Widerstandskämpfer.

### Wanderwege
- ▬ ein rot markierter Wander- und Fahrradweg von Gubałówka über Pałkówka und Słodyczki  auf den Gipfel und weiter auf die Trzy Kopce, Tominów Wierch, Ostrysz nach Chochołów